# Agrostis pilosa
Agrostis pilosa é uma espécie de gramínea do gênero Agrostis, pertencente à família Poaceae.